# دوايت سميث (لاعب كرة قدم أمريكية)
دوايت سميث (بالإنجليزية: Dwight Smith)‏ هو لاعب كرة قدم أمريكية أمريكي، ولد في 13 أغسطس 1978 في ديترويت في الولايات المتحدة.

## وصلات خارجية
- دوايت سميث على موقع مرجع كرة القدم المحترفة.كوم (الإنجليزية)